# Уркидес, Бенни
Бенджамин «Бенни» Гилберт Уркидес (англ. Benjamin Gilbert Urquidez; род. 20 июня 1952, Калифорния, США) — американский чемпион по кикбоксингу, профессионал, постановщик боевых трюков для кино и киноактёр. Получил прозвище «Реактивный» (англ. The Jet). На заре своей карьеры участвовал в бесконтактных поединках по карате, затем стал пионером по контактным единоборствам в США. В период с 1974 по 1993 гг. провёл 53 боя. Журнал Black Belt в 1978 г. присвоил Уркидесу титул «Боец года».

## Происхождение
Бенни Уркидес родился и вырос в Лос-Анджелесе, Калифорния, США. Его мать была рестлером (ею, по его собственным словам, он всегда гордился и она сыграла важную роль в его карьере бойца), отец — боксёром. Происхождение смешанное: есть испанские (баскские) корни, а также имеет родство с американскими индейцами (черноногими).

## Единоборства
Уркидес начал боксировать уже в трёхлетнем возрасте, а с 5 лет выступал на ринге среди малорослых («коротышек»). В 8 лет стал обучаться боевым искусствам (первым учителем считается Билл Рюисаки). В 14 лет получил чёрный пояс, что в 1960-х годах было очень необычно само по себе. К 1964 году завоевал репутацию очень колоритного бойца. На международном чемпионате 1973 года в одном из крупнейших бесконтактных боёв одержал победу над Джоном Нативидадом. В 1974 году выступал в Англии и Бельгии в составе американской команды Эда Паркера. В том же 1974-м отказался от бесконтактного стиля, принял участие в чемпионате мира по боевым искусствам и победил там.
В 1977 году Уркидес впервые отправился в Японию и дрался по правилам WKA, включающим удары ногами. В первом поединке нанёс поражение Кацуюки Судзуки (англ. Katsuyuki Suzuki), победив нокаутом в шестом раунде (август 1977-го). После этого против Уркидеса выставили непобедимого бойца Кунимацу Окау (англ. Kunimatsu Okau). Бой против него Уркидес выиграл нокаутом в четвёртом раунде (ноябрь 1977-го). После 1980 года Уркидес стал реже появляться на ринге. В 1984 году, выступая в Амстердаме, одержал победу техническим нокаутом над Иваном Спрангом (англ. Ivan Sprang) в шестом раунде. Поединок вёлся по правилам тайского бокса (муай-тай). После 1985 года профессиональная карьера Уркидеса де-факто застопорилась: он провёл лишь два боя (в 1989 году — против Нобуи Адзуки (англ. Nobuya Azuka); в 1993-м — против Ёсихисы Тагами (англ. Yoshihisa Tagami)). С этого времени Уркидес посвятил себя обучению кикбоксингу, постановке трюков для кино и снялся в двух десятках фильмов. Брат Бенни Уркидеса Рубин также участвовал в соревнованиях по единоборствам и выступал в качестве киноактёра. Вместе они снялись в документальном фильме «Мир боевых искусств» наряду с Стивом Сандерсом, Чаком Норрисом и Джоном Саксоном.
На протяжении 20 лет своей профессиональной карьеры выступал в разных версиях кикбоксинга (NKL, WPKO, PKA, WKA, AJKBA, KATOGI, NJPW и MTN) и добился рекордного числа побед (63) (хотя некоторые источники дают цифру 58 побед). На протяжении 27 лет (а по другим данным, 24 лет) удерживал титул чемпиона мира по кикбоксингу и ушёл с ринга непобеждённым. Хотя некоторые скептически относятся к такому безупречному послужному списку. Есть, как минимум, три «тёмных пятна» в истории побед Уркидеса на ринге. Первое — поединок в Лос-Анджелесе в марте 1977 против бойца муай-тай Наронгноя Киатбандита. В 9 раунде Уркидес оказался на полу, а поединок без объяснения причин записали в категорию «без результата». Второе — бой в Токио 2 августа 1978 года. На видеозаписи поединка видно, что победу по решению судей одерживает соперник Уркидеса — тайский боец Прэйют Ситтибунлерт. В своих поздних интервью Уркидес заявлял, что его засудили, а матч прошёл с нарушениями (было заявлено 5 раундов, а провели 6; перчатки были слишком велики; поединок считался показательным). Некоторые источники выдвигают версию, будто поединок вообще закончился после того, как секунданты Уркидеса выкинули на ринг белое полотенце. Третье тёмное пятно в карьере Уркидеса — бой с Билли Джексоном, который состоялся в американском штате Флорида летом 1980 года. Бой завершился без оглашения результата. Уркидес позже заявлял, что регламент поединка был нарушен (вместо 6 запланированных раундов провели 7 + плохое судейство и фолы). Все три спорных поединка позже были записаны в категорию боёв «без оглашения результата».
Бенни Уркидес имеет чёрные пояса в восьми видах единоборств: дзюдо, кэмпо, карате Сётокан, таэквон-до, лима лама, кунг-фу (стиль «Белый журавль»), джиу-джитсу и айкидо. Является автором книг и обучающих фильмов по боевым искусствам. Сейчас Уркидес продолжает тренировать в своём голливудском клубе в Калифорнии.
Является основателем стиля Укидокан карате, признающимся в Японии официальным боевым искусством.

## Карьера в кино
Уркидес снялся в двух десятках фильмов, в основном о восточных единоборствах. Впервые он появился на экране в кинофильме «Сила пятерых» (англ. Force: Five, 1981) с участием Джо Льюиса и Ричарда Нортона. Позже он играл «плохих парней» в фильмах с Джеки Чаном: «Закусочная на колёсах» (1984) и «Драконы навсегда» (1988). Бенни очень понравилась работа с Саммо Хунгом, Юэнем Бяо и Джеки Чаном, но «Драконы навсегда» был последним фильмом, где их видели вместе.
Часто Уркидес выступал в роли каскадёра и постановщика боёв при съёмках, как например, в фильме «Дом у дороги», где, кроме этого, он лично ставил технику боёв для Патрика Суэйзи. Уркидеса также можно увидеть в эпизодической роли в фильмах с Джеймсом Вудсом «Поединок в Диггстауне» (1992) и Жан-Клодом Ван Даммом «Уличный боец» (1994). Также его персонаж вошёл в компьютерную игру, созданную по мотивам фильма «Ворон».
Уркидес снялся в фильме «Убийство в Гросс-Пойнте» (1997) в роли наёмного убийцы, подосланного убить героя Джона Кьюсака, а также сыграл роль одного из призраков в фильме «1408» (2007 г.) с участием Джона. В реальной жизни Уркидес является тренером Кьюсака по кикбоксингу.

## Личная жизнь
Бенни Уркидес женат. Супругу зовут Сара. У пары есть дочь Моник. Жена и дочь также, как и сам Бенни, практикуют кикбоксинг и проводят занятия в его спортклубе. Бенни Уркидес как-то заявил, что в его жизни существуют всего три женщины: мать, жена и дочь.
Уркидес сыграл важную роль в жизни Дейва Мастейна, лидера группы Megadeth.

## Профессиональная карьера
| Бой | Дата             | Соперник              | Место боя                             | Раундов | Результат                | Дополнительно        |
| --- | ---------------- | --------------------- | ------------------------------------- | ------- | ------------------------ | -------------------- |
| 1   | 20 декабря 1974  | Том Моссман           | Гонолулу, Гавайи, США                 | 3       | Победа                   | KKO                  |
| 2   | 20 декабря 1974  | Фути Семану           | Гонолулу, Гавайи, США                 | 2       | Победа                   | KO                   |
| 3   | 20 декабря 1974  | Билл Роузхилл         | Гонолулу, Гавайи, США                 | 3       | Победа                   | TKO                  |
| 4   | 21 декабря 1974  | Бёрнис Уайт           | Гонолулу, Гавайи, США                 | 3       | Победа                   | DEC                  |
| 5   | 21 декабря 1974  | Дана Гудсон           | Гонолулу, Гавайи, США                 | 3       | Победа                   | DEC                  |
| 6   | 1 февраля 1975   | Артур Бутч Белл       | Саванна, Джорджия, США                | 2       | Победа                   | TKO                  |
| 7   | 9 марта 1975     | Кен Колодзей          | Милуоки, Висконсин, США               | 4       | Победа                   | KKO                  |
| 8   | 16 марта 1975    | неизвестен            | Атланта, Джорджия, США                | 2       | Победа                   | KKO                  |
| 9   | 11 апреля 1975   | Деметриус Хаванас     | Даллас, Техас, США                    | 3       | Победа                   | DEC                  |
| 10  | 10 мая 1975      | Таяри Кейзел          | Нью-Йорк, Нью-Йорк, США               | 3       | Победа                   | DEC                  |
| 11  | 16 мая 1975      | Роланд Толтон         | Лос-Анджелес, Калифорния, США         | 2       | Победа                   | KKO                  |
| 12  | 30 мая 1975      | Санун Плисоолсуп      | Гонолулу, Гавайи, США                 | 2       | Победа                   | TKO                  |
| 13  | 20 июня 1975     | Кен Райли             | Гонолулу, Гавайи, США                 | 2       | Победа                   | KO                   |
| 14  | 28 июня 1975     | Эдди Андухар          | Лос-Анджелес, Калифорния, США         | 3       | Победа                   | DEC                  |
| 15  | 4 июля 1975      | Бёрнис Уайт           | Гонолулу, Гавайи, США                 | 4       | Победа                   | KKO                  |
| 16  | 22 июля 1975     | Сэмми Пэйс            | Лос-Анджелес, Калифорния, США         | 1       | Победа                   | KO                   |
| 17  | 8 августа 1975   | Марселино Торрес      | Сан-Хуан, Пуэрто-Рико                 | 1       | Победа                   | KO                   |
| 18  | 21 сентября 1975 | Фаррел Соджот         | Гонолулу, Гавайи, США                 | 3       | Победа                   | TKO                  |
| 19  | 12 октября 1975  | Билл Хендерсон        | Лос-Анджелес, Калифорния, США         | 2       | Победа                   | KO                   |
| 20  | 14 декабря 1975  | неизвестен            | Детройт, Мичиган, США                 | 2       | Победа                   | KO и дисквалификация |
| 21  | 15 января 1976   | неизвестен            | Детройт, Мичиган, США                 | 1       | Победа                   | KO                   |
| 22  | 14 февраля 1976  | Эрнест Харт (младший) | Лос-Анджелес, Калифорния, США         | 1       | Победа                   | TDRW                 |
| 23  | 16 июня 1976     | Санун Плисоолсуп      | Даллас, Техас, США                    | 8       | Победа                   | DEC                  |
| 24  | 11 июля 1976     | неизвестен            | Тихуана, Мексика                      | 3       | Победа                   | KKO                  |
| 25  | 28 августа 1976  | Эрнест Харт (младший) | Гонолулу, Гавайи, США                 | 9       | Победа                   | DEC                  |
| 26  | 1 октября 1976   | Эдди Андухар          | Лос-Анджелес, Калифорния, США         | 8       | Победа                   | TKO                  |
| 27  | 1 марта 1977     | Наронгной Киатбандит  | Лос-Анджелес, Калифорния, США         | 9       | Без оглашения результата | NC                   |
| 28  | 23 апреля 1977   | Ховард Джексон        | Лас-Вегас, Невада, США                | 4       | Победа                   | TKO                  |
| 29  | 12 июля 1977     | неизвестен            | Тихуана, Мексика                      | 1       | Победа                   | KKO                  |
| 30  | 3 августа 1977   | Кацуюки Судзуки       | Токио, Япония                         | 6       | Победа                   | KO                   |
| 31  | 14 ноября 1977   | Кунимацу Окао         | Токио, Япония                         | 4       | Победа                   | KO                   |
| 32  | 5 апреля 1978    | Дэйв Пол              | Ванкувер, Британская Колумбия, Канада | 4       | Победа                   | TKO                  |
| 33  | 10 апреля 1978   | Такэси Наито          | Токио, Япония                         | 1       | Победа                   | KKO                  |
| 34  | 17 мая 1978      | Синобу Онуки          | Токио, Япония                         | 3       | Победа                   | TKO                  |
| 35  | 2 августа 1978   | Прают Ситибоонлерт    | Токио, Япония                         | 6       | Поражение                | DEC                  |
| 36  | 2 мая 1979       | Рик Симмерли          | Саут-Лейк-Тахо, Калифорния, США       | 6       | Победа                   | KO                   |
| 37  | 5 июня 1979      | Фрэнк Ли              | Эдмонтон, Альберта, Канада            |         | Победа                   | KO                   |
| 38  | 14 сентября 1979 | Фрэнк Холлоуэй        | Энсенада, Мексика                     | 9       | Победа                   | DEC                  |
| 39  | 1 октября 1979   | Ёсимицу Тамасиро      | Токио, Япония                         | 9       | Победа                   | DEC                  |
| 40  | 14 ноября 1979   | неизвестен            | Тихуана, Мексика                      | 2       | Победа                   | KO                   |
| 41  | 6 декабря 1979   | неизвестен            | Тихуана, Мексика                      | 4       | Победа                   | KO                   |
| 42  | 26 января 1980   | Синобу Онуки          | Лас-Вегас, Невада, США                | 7       | Победа                   | KO                   |
| 43  | 19 апреля 1980   | Фрэнк Холлоуэй        | Ванкувер, Британская Колумбия, Канада | 9       | Победа                   | DEC                  |
| 44  | 9 августа 1980   | Билли Джексон         | Уэст-Палм-Бич, Флорида, США           | 7       | Без оглашения результата | NC                   |
| 45  | 9 апреля 1981    | Кун Фу Так            | Гонконг, Британский Гонконг           | 4       | Победа                   | TKKO                 |
| 46  | 8 февраля 1982   | Джесси Орроццо        | Гонконг, Британский Гонконг           | 6       | Победа                   | DEC                  |
| 47  | 21 июня 1982     | Ютака Косикава        | Ванкувер, Британская Колумбия, Канада | 4       | Победа                   | KO                   |
| 48  | 8 января 1983    | Кунимаса Нагаэ        | Токио, Япония                         | 4       | Победа                   | KO                   |
| 49  | 12 сентября 1983 | «Железный» Фудзимото  | Токио, Япония                         | 6       | Победа                   | KO                   |
| 50  | 15 января 1984   | Иван Спранг           | Амстердам, Нидерланды                 | 5       | Победа                   | TKO                  |
| 51  | 16 ноября 1985   | Том Ларуш             | Нортридж, Калифорния, США             | 12      | Победа                   | DEC                  |
| 52  | 24 августа 1989  | Нобуя Адзука          | Токио, Япония                         | 5       | Без оглашения результата | NC                   |
| 53  | 4 декабря 1993   | Ёсихиса Тагами        | Лас-Вегас, Невада, США                | 12      | Победа                   | DEC                  |
| Бой | Дата             | Соперник              | Место боя                             | Раундов | Результат                | Дополнительно        |

## Титулы
- Чемпион мира по версии WSAMA
- Чемпион мира в лёгком весе по версии NKL
- Чемпион мира в лёгком весе по версии WPKO
- Чемпион мира в среднем весе по версии WKA
- Чемпион мира в лёгком весе по версии PKA
- Чемпион в лёгком весе по версии WKA
- Чемпион мира в суперлёгком весе по версии WKA
- Чемпион мира в полусреднем весе по версии WKA